# Cluj (distrito)

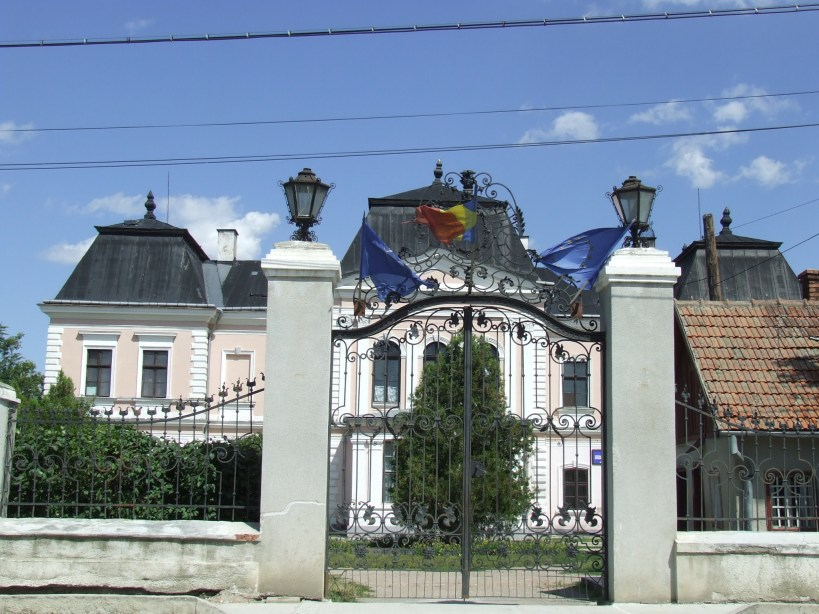
Castelo Bánffy de, na comuna de Bonțida

Cluj é um județ (distrito) da Romênia, na província histórica da Transilvânia. Sua capital é a cidade de Cluj-Napoca.

## Demografia
No censo de 2011, Cluj County tinha uma população de 691.106 habitantes, abaixo do censo de 2002. Em 1 de janeiro de 2015, uma análise do Instituto Nacional de Estatística revelou que 13,7% da população do condado estava entre 0 e 14 anos, 69,8% entre 15 e 64 anos e 16,4% com 65 anos ou mais. 66,3% da população vive em áreas urbanas, tendo a quarta maior taxa de urbanização no país, depois de Hunedoara (75%), Brașov (72, 3%) e Constanța (68,8%).

## Subdivisões

### Municípios
- Cluj-Napoca
- Turda
- Dej
- Câmpia Turzii
- Gherla

### Cidade
- Huedin

### Comunas
| - Aghireșu - Aiton - Aluniș - Apahida - Așchileu - Baciu - Băișoara - Beliș - Bobâlna - Bonțida - Borșa - Buza - Căianu - Călățele - Cămărașu - Căpușu Mare - Cășeiu - Cătina - Câțcău | - Ceanu Mare - Chinteni - Chiuiești - Ciucea - Ciurila - Cojocna - Cornești - Cuzdrioara - Dăbâca - Feleacu - Fizeșu Gherlii - Florești - Frata - Gârbău - Geaca - Gilău - Iara - Iclod - Izvoru Crișului | - Jichișu de Jos - Jucu - Luna - Măguri-Răcătău - Mănăstireni - Mărgău - Mărișel - Mica - Mihai Viteazu - Mintiu Gherlii - Mociu - Moldovenești - Negreni - Pălatca - Panticeu - Petreștii de Jos - Ploscoș - Poieni - Recea-Cristur | - Săcuieu - Săndulești - Săvădisla - Sânncraiu - Sânmartin - Sânpaul - Sic - Suatu - Tritenii de Jos - Tureni - Țaga - Unguraș - Vad - Valea Ierii - Viișoara - Vultureni |